# オラフル・ラグナル・グリムソン
オラフル・ラグナル・グリムソン（オウラヴル・ラクナル・クリムソン、アイスランド語: Ólafur Ragnar Grímsson[ˈouːlavʏr ˈraknar ˈkrimsɔn] ( 音声ファイル)、1943年5月14日 - ）は、アイスランドの政治家、第5代アイスランド大統領（在職：1996年8月 - 2016年8月）。日本の外務省では氏名は「オーラブル・ラグナル・グリムソン」と表記されている。

## 略歴
1943年、イーサフィヨルズゥル生まれ。1962年イギリスに留学し、マンチェスター大学で政治学と経済学の学士号および政治学の博士号を取得。帰国後アイスランド大学の講師となり、1973年、それまで同大学にはいなかった政治学の教授に就任した。
最初の国政挑戦は1974年。1966年から中道政党である進歩党の青年同盟に在籍し同党の理事も務めていたが、1973年に離籍し、左派政党の自由左翼連合から総選挙に立候補した。そして1978年、中道左派の人民同盟（人民連合。社会民主同盟の前身）に鞍替えし初当選。1983年までアルシング議員を務め、1980年から1984年まで（および1995年）アイスランドを代表して欧州評議会議員会議の議員も務めた。
その後、1984年から1990年まで「地球規模問題に取組む国際議員連盟」会長、1987年から1995年まで人民同盟党首、1988年から1991年までステイングリムル・ヘルマンソン政権下の財務大臣を歴任した。
1991年に再度国会議員となり、1996年8月にアイスランド大統領に就任。2000年、2004年、2008年、2012年に再選され、2008年8月から4期目を務めている（2012年8月から5期目）。2000年と2008年は無投票当選で、大統領選挙が実施された2004年は、直前にアイスランド共和国史上初めてアルシングで可決された法案への署名を拒否し、象徴大統領の拒否権発動は越権行為だとして同国内で憲法論議が巻き起こったものの、有効投票数の約86%を獲得し当選を果たした。
2008年以降にヨーロッパを襲った金融危機では、同国銀行口座に預けていたイギリスやオランダの預金を、税金投入によって守るという法律案を2度にわたって署名せず拒否し人気を集めた。
2012年6月30日に行われた大統領選挙の結果、5回目の当選を果した。
2016年1月1日の新年の所感において、オラフルは同年8月1日の5期目の任期満了をもって、20年間在職した大統領を退任すると表明した。しかし4月18日には、その2週間前に公表されたパナマ文書によってもたらされた政治的な不安定を考慮して、再び大統領選に出馬する意向を明らかにした。その後、オラフルは再び自らの考えを変え、5月9日に大統領選への不出馬を宣言した。
大統領退任後は、北極サークルという非営利団体の議長を務めている。

## ファーストレディ
妻（ファーストレディ）は、2003年に結婚したエルサレム生まれロンドン育ちのユダヤ人ソーシャライト、ドリット・ムサイエフ (Dorrit Moussaieff)。彼女とは再婚で、最初の妻グズルン・カトリン・ソルベルグスドッティル (Guðrún Katrín Þorbergsdóttir) とは1998年に死別している。